# European Championships 2018/Teilnehmer (Island)
| Gelbes Symbol für Goldmedaillen mit stilisierten Olympischen Ringen | Graues Symbol für Silbermedaillen mit stilisierten Olympischen Ringen | Braundes Symbol für Bronzemedaillen mit stilisierten Olympischen Ringen |
| ------------------------------------------------------------------- | --------------------------------------------------------------------- | ----------------------------------------------------------------------- |
| 1                                                                   | 1                                                                     | —                                                                       |

Island nahm an den European Championships 2018 mit insgesamt 19 Athleten und Athletinnen teil.

## Medaillen

### Medaillenspiegel
| Rang   | Sportart | Goldmedaille – Olympiasieger | Silbermedaille – 2. Platz | Bronzemedaille – 3. Platz | Gesamt |
| ------ | -------- | ---------------------------- | ------------------------- | ------------------------- | ------ |
| 1      | Golf     | 1                            | 1                         | —                         | 2      |
| Gesamt | Gesamt   | 1                            | 1                         | 0                         | 2      |

### Medaillengewinner

#### Gold
| Name                                                                         | Sportart | Wettkampf            |
| ---------------------------------------------------------------------------- | -------- | -------------------- |
| Valdís Þóra Jónsdóttir Ólafía Kristinsdóttir Birgir Hafthorsson Axel Boasson | Golf     | Mixed Teamwettbewerb |

#### Silber
| Name                            | Sportart | Wettkampf      |
| ------------------------------- | -------- | -------------- |
| Birgir Hafthorsson Axel Boasson | Golf     | Teamwettbewerb |

## Teilnehmer nach Sportarten

### Golf
| Athleten                                                                     | Wettbewerb     | Gruppenphase                                      | Gruppenphase | Halbfinale                        | Halbfinale    | Finale                        | Finale        | Rang   |
| Athleten                                                                     | Wettbewerb     | Gegner                                            | Ergebnis     | Gegner                            | Ergebnis      | Gegner                        | Ergebnis      | Rang   |
| ---------------------------------------------------------------------------- | -------------- | ------------------------------------------------- | ------------ | --------------------------------- | ------------- | ----------------------------- | ------------- | ------ |
| Frauen                                                                       |                |                                                   |              |                                   |               |                               |               |        |
| Valdís Þóra Jónsdóttir Ólafía Kristinsdóttir                                 | Teamwettbewerb | Michele Thomson / Meghan MacLaren                 | 4&5          | ausgeschieden                     | ausgeschieden | ausgeschieden                 | ausgeschieden | 10     |
| Valdís Þóra Jónsdóttir Ólafía Kristinsdóttir                                 | Teamwettbewerb | Noora Tamminen / Ursula Wikström                  | Halbiert     | ausgeschieden                     | ausgeschieden | ausgeschieden                 | ausgeschieden | 10     |
| Valdís Þóra Jónsdóttir Ólafía Kristinsdóttir                                 | Teamwettbewerb | Christine Wolf / Sarah Schober                    | Halbiert     | ausgeschieden                     | ausgeschieden | ausgeschieden                 | ausgeschieden | 10     |
| Männer                                                                       |                |                                                   |              |                                   |               |                               |               |        |
| Birgir Hafthorsson Axel Boasson                                              | Teamwettbewerb | Lars Buijs / Christopher Mivis                    | 6&5          | Santiago Tarrio Ben / David Borda | 2&1           | Pedro Oriol / Scott Fernandez | 2UP           | Silber |
| Birgir Hafthorsson Axel Boasson                                              | Teamwettbewerb | Guido Migliozzi / Lorenzo Gagli                   | 2&1          | Santiago Tarrio Ben / David Borda | 2&1           | Pedro Oriol / Scott Fernandez | 2UP           | Silber |
| Birgir Hafthorsson Axel Boasson                                              | Teamwettbewerb | Jarand Ekeland Arnøy / Kristian Krogh Johannessen | 2UP          | Santiago Tarrio Ben / David Borda | 2&1           | Pedro Oriol / Scott Fernandez | 2UP           | Silber |
| Mixed                                                                        |                |                                                   |              |                                   |               |                               |               |        |
| Valdís Þóra Jónsdóttir Ólafía Kristinsdóttir Birgir Hafthorsson Axel Boasson | Teamwettbewerb | –                                                 | –            | –                                 | –             | –                             | 141 (-3)      | Gold   |

### Leichtathletik
Laufen und Gehen 
| Athleten            | Wettbewerb | Vorlauf     | Vorlauf | Halbfinale | Halbfinale | Finale        | Finale        | Rang |
| Athleten            | Wettbewerb | Zeit        | Rang    | Zeit       | Rang       | Zeit          | Rang          | Rang |
| ------------------- | ---------- | ----------- | ------- | ---------- | ---------- | ------------- | ------------- | ---- |
| Frauen              |            |             |         |            |            |               |               |      |
| Aníta Hinriksdóttir | 800 m      | 2:02,15 min | 11      | DSQ        | DSQ        | ausgeschieden | ausgeschieden | –    |

 Springen und Werfen 
| Athleten                 | Wettbewerb | Qualifikation | Qualifikation | Finale        | Finale        | Rang |
| Athleten                 | Wettbewerb | Weite/Höhe    | Rang          | Weite/Höhe    | Rang          | Rang |
| ------------------------ | ---------- | ------------- | ------------- | ------------- | ------------- | ---- |
| Frauen                   |            |               |               |               |               |      |
| Ásdís Hjálmsdóttir       | Speerwurf  | 58,64 m       | 13            | ausgeschieden | ausgeschieden | 13   |
| Männer                   |            |               |               |               |               |      |
| Guðni Valur Guðnason     | Diskuswurf | 61,36 m       | 16            | ausgeschieden | ausgeschieden | 16   |
| Sindri Hrafn Guðmundsson | Speerwurf  | 74,91 m       | 20            | ausgeschieden | ausgeschieden | 20   |

### Radsport

#### Mountainbike
| Athleten        | Wettbewerb    | Zeit      | Rang |
| --------------- | ------------- | --------- | ---- |
| Männer          |               |           |      |
| Ingvar Ómarsson | Cross-Country | 1:45:58 h | 46   |

### Schwimmen
| Athleten                | Wettbewerb    | Vorlauf     | Vorlauf | Halbfinale    | Halbfinale    | Finale        | Finale        | Rang |
| Athleten                | Wettbewerb    | Zeit        | Rang    | Zeit          | Rang          | Zeit          | Rang          | Rang |
| ----------------------- | ------------- | ----------- | ------- | ------------- | ------------- | ------------- | ------------- | ---- |
| Frauen                  |               |             |         |               |               |               |               |      |
| Eygló Ósk Gústafsdóttir | 50 m Rücken   | 29,93 s     | 37      | ausgeschieden | ausgeschieden | ausgeschieden | ausgeschieden | 37   |
| Eygló Ósk Gústafsdóttir | 100 m Rücken  | 1:03,82 min | 40      | ausgeschieden | ausgeschieden | ausgeschieden | ausgeschieden | 40   |
| Männer                  |               |             |         |               |               |               |               |      |
| Predrag Miloš           | 50 m Freistil | 23,21 s     | 47      | ausgeschieden | ausgeschieden | ausgeschieden | ausgeschieden | 47   |
| Anton Sveinn McKee      | 100 m Brust   | 1:00,90 min | 17      | 1:00,45 min   | 13            | ausgeschieden | ausgeschieden | 13   |

### Triathlon
| Athleten          | Wettbewerb | Schwimmen  | Wechsel    | Radfahren | Wechsel    | Laufen     | Gesamtzeit (h) | Rang |
| Athleten          | Wettbewerb | Zeit (min) | Zeit (min) | Zeit (h)  | Zeit (min) | Zeit (min) | Gesamtzeit (h) | Rang |
| ----------------- | ---------- | ---------- | ---------- | --------- | ---------- | ---------- | -------------- | ---- |
| Frauen            |            |            |            |           |            |            |                |      |
| Edda Hannesdóttir | Einzel     | 18:48      | 1:01       | 1:05:52   | 0:34       | 0:34       | 2:05:19        | 20   |

### Turnen
| Athleten                                                                                | Wettbewerb              | Qualifikation | Qualifikation | Finale        | Finale        | Rang |
| Athleten                                                                                | Wettbewerb              | Punkte        | Rang          | Punkte        | Rang          | Rang |
| --------------------------------------------------------------------------------------- | ----------------------- | ------------- | ------------- | ------------- | ------------- | ---- |
| Frauen                                                                                  |                         |               |               |               |               |      |
| Thelma Aðalsteinsdóttir Sigríður Bergþórsdóttir Margrét Kristinsdóttir Agnes Suto-Tuuha | Mehrkampf Mannschaft    | 134,030       | 22            | ausgeschieden | ausgeschieden | 22   |
| Männer                                                                                  |                         |               |               |               |               |      |
| Eyþór Baldursson                                                                        | Qualifikation Boden     | 12,566        |               | ausgeschieden | ausgeschieden |      |
| Eyþór Baldursson                                                                        | Qualifikation Seitpferd | 9,133         |               | ausgeschieden | ausgeschieden |      |
| Eyþór Baldursson                                                                        | Qualifikation Ringe     | 12,200        |               | ausgeschieden | ausgeschieden |      |
| Eyþór Baldursson                                                                        | Qualifikation Sprung    | 13,500        |               | ausgeschieden | ausgeschieden |      |
| Eyþór Baldursson                                                                        | Qualifikation Barren    | 11,533        |               | ausgeschieden | ausgeschieden |      |
| Eyþór Baldursson                                                                        | Qualifikation Reck      | 11,100        |               | ausgeschieden | ausgeschieden |      |
| Valgard Reinhardsson                                                                    | Qualifikation Boden     | 12,766        |               | ausgeschieden | ausgeschieden |      |
| Valgard Reinhardsson                                                                    | Qualifikation Seitpferd | 12,100        |               | ausgeschieden | ausgeschieden |      |
| Valgard Reinhardsson                                                                    | Qualifikation Ringe     | 12,533        |               | ausgeschieden | ausgeschieden |      |
| Valgard Reinhardsson                                                                    | Qualifikation Sprung    | 14,233        |               | ausgeschieden | ausgeschieden |      |
| Valgard Reinhardsson                                                                    | Qualifikation Barren    | 11,866        |               | ausgeschieden | ausgeschieden |      |

## Weblink
- offizielle European Championship Website